# Superfijnen
Superfijnen of schommelslijpen is een verspaningstechniek. Het is een vorm van slijpen waarbij een cilindervormig product ronddraait. De slijpsteen wordt net als bij honen in de lengterichting geplaatst en gaat in de lengterichting heen en weer met een amplitude van enkele millimeters, waardoor de slijpsteen in een golfbeweging over het oppervlak van het product gaat. Deze golfbeweging zorgt ervoor dat elk stukje product evenveel wordt geslepen, waardoor een hoge oppervlaktekwaliteit kan worden bereikt. Superfijnen wordt toegepast wanneer naast een hoge oppervlaktekwaliteit ook een zeer gelijkmatige structuur nodig is, zoals bij lagerbussen. Machine-onderdelen die op deze wijze zijn nabewerkt hoeven niet in te lopen bij eerste gebruik en de slijtage is bij deze onderdelen laag.
boren · doorslijpen · draaien · frezen · honen · kotteren · leppen · schaven · schuurbandslijpen · slijpen · superfijnen · trekfrezen · zagen
Gereedschappen: boormachine · draaibank · freesmachine · schaaf